# Härpö å
Härpö å (fi. Harjunpäänjoki, också Karlsmarks å, Kulla å och Joutsijoki) är ett vattendrag i Finland.   Det ligger i kommunerna Ulvsby och Björneborg i landskapet Satakunta, i den sydvästra delen av landet, 220 km nordväst om huvudstaden Helsingfors.
Ån har sin början i insjön Joutsijärvi i Kullaa i kommunen Ulvsby och utmynnar sig till Kumo älv i Björneborg.